# ジェフ・ラウ
ジェフ・ラウ（劉鎮偉、刘镇伟、ピンイン: Liú Zhènwěi）、ことジェフリー・ラウ（Jeffrey Lau Chun-Wai、1952年2月5日〔または8月2日、または2月4日〕-）は、香港の映画監督、脚本家、俳優、プロデューサーである。

## 人物
"無厘頭"（mo lei tau、広東語圏で1990年ごろから広まったコメディ・ジャンル）の演出や脚本、チャウ・シンチーとの共同制作、ウォン・カーウァイとのプロダクションも多く手がける。
90年代の興行成績では第6位であり、アクション映画のユエン・ウーピン、香港現代映画のジョニー・トーと並び香港の３巨匠に数えられるとの声もある。映画批評家の上島春彦は、1990年代の香港映画について「90年代は香港映画の黄金時代」であり「キー・パーソンはジェフ・ラウ」と述べている。
代表作は『チャイニーズ・オデッセイ』（第15回香港電影金像奨：最佳編劇賞受賞［技安名義］）『大英雄』『黒薔薇VS黒薔薇』『フル・ブラッド』など。

## フィルモグラフィ

### 監督
- バンパイア・コップ 猛鬼差館 （1987年、台譯：魁星踢斗、The Haunted Cop Shop）
- バンパイア・コップ2 猛鬼學堂 （1988年、台譯：抓鬼特訓班、The Haunted Cop Shop 2）
- 金裝大酒店 （1988年、台譯：大飯店、Carry on Hotel）
- 機動女戦士ハリケーン・コップ 霸王女福星 （1988年、Operation Pink Squad）
- チャイニーズ・ゴースト〜香港の幻 猛鬼大廈 （1989年、台譯：魁星踢斗２之猛鬼大廈、Operation Pink Squad 2）
- サンダードラゴン 流氓差婆 （1989年、別名：雌雄雙辣；台譯：流氓警花、Thunder Cops 2[*1]）
- ゴッド・ギャンブラー/賭聖外伝 賭聖 （1990年、All for the Winner）
- オカルト・ブルース 屍家重地 （1990年、Mortuary Blues）
- ゴッド・ギャンブラー/リターンズ　賭霸 （1991年、 The Top Bet）
- アンディ・ラウの神鳥伝説 九一神鵰俠侶 （1991年、別名義：黎大煒）
- 九二神鵰俠侶  （1992年）（別名義：黎大煒）
- 黒薔薇VS黒薔薇 [*2] 92黑玫瑰對黑玫瑰 （1992年、92 Legendary La Rose Noire）（脚本別名義：陳善之）
- 大英雄 射雕英雄傳之東成西就 （1993年、Dong Cheng Xi Jiu）
- アンディ・ラウのスター伝説 天長地久（1993年、Days of Tomorrow） （別名義：劉宇鳴）
- アンディ・ラウ/天與地 天與地（1994年）
- 1000の瞬き 都市情緣 （1994年、台譯：熱血男兒之叛逆小子、Love and the City）
- フル・ブラッド 花旗少林 （1994年、台譯：英雄會少林、Treasure Hunt）
- チャイニーズ・オデッセイ part1 月光の恋　[*3] 西遊記第壹佰零壹回之月光寶盒 （1995年、陸譯：大話西遊之月光寶盒；台譯：齊天大聖東遊記、 A Chinese Odyssey Part One - Pandora's Box）
- チャイニーズ・オデッセイ part2 永遠の恋  西遊記大結局之仙履奇緣 （1995年、陸譯：大話西遊之大聖娶親；台譯：齊天大聖西遊記、A Chinese Odyssey Part Two - Cinderella）
- チャウ・シンチーのゴーストバスター 回魂夜（1995年、台譯：整鬼專家、Out of the Dark）
- 黑玫瑰之義結金蘭 （1997年、Black Rose II）
- 無限復活 （2002年、Second Time Around）
- 天下無雙 （2002年、A Chinese Odyssey 2002）
- 西遊記リローデッド 情癲大聖（2005年、A Chinese Tall Story）
- カンフーサイボーグ 機器俠（2009年、Kung Fu cyborg: Metallic Attraction）
- 越光寶盒 （2010年、Just Another Pandora's Box、『レッドクリフ』のパロディ映画）
- 水も滴るお姫様 出水芙蓉 （2010年、The Fantastic Water Babes[3]）
- 東成西就2011 （2011年、East Meet West 2011）
- 大话天仙 （2014年、Just Another Margin）
- 完美假妻168 （2014年、Lock ME Up Tie Him Down）
- 大話西遊3[*4] （2016年、A Chinese Dyssey:Part Three）
- カンフーリーグ 功夫联盟 (2018年、Kung Fu League)
- 上映待 大鬧東海
- 上映待 蹴鞠 Kick ball

### 製作
- 凶榜 （1981年、The Imp）
- 殺出西營盤 （1982年、Coolie Killer）
- レスリー・チャン 嵐の青春 烈火青春 （1982年、Nomad）
- 血中血 （1983年、Sketch）
- 馬後砲 （1984年、Comedy）
- 黃禍 （1984年、Yellow Peril）
- 失婚老豆 （1984年、Beloved Daddy）
- 望夫成龍 （1990年、Love is Love）
- オカルト・ブルース （1990年、屍家重地 Mortuary Blues）
- ゴッド・ギャンブラー 賭聖外伝 賭聖 （1990年、All for the Winner）
- ゴッド・ギャンブラー/リターンズ　賭霸 （1991年、The Top Bet）
- チャウ・シンチー 新精武門 新精武門1991 （1991年、Fist of Jury 1991）
- 志在出位（1991年、台譯：少爺嗑錯藥、Today's Hero）
- 龍貓燒鬚 （1992年、Lethal Contact）
- 黒薔薇VS黒薔薇II 玫瑰玫瑰我愛你 （1993年、Rose Rose I Love You）
- 恋する惑星 重慶森林 （1994年、ChungKing Express）
- 楽園の瑕 東邪西毒 （1994年、Ashes of Time）
- 天使の涙 墮落天使 （1995年、Fallen Angels）
- カンフーハッスル 功夫 （2004年、Kungfu Hustle）
- 大話西遊3 （2016年、A Chinese Dyssey:Part Three）

### 脚本
- 1987年 バンパイア・コップ 猛鬼差館 （台譯：魁星踢斗） The Haunted Cop Shop
- 1988年 いますぐ抱きしめたい 旺角卡門 As Tears Go By
- 1988年 バンパイア・コップ2 猛鬼學堂（台譯：抓鬼特訓班） The Haunted Cop Shop 2
- 1988年 金裝大酒店（台譯：大飯店） Carry on Hotel
- 1988年 機動女戦士ハリケーン・コップ 霸王女福星 Operation Pink Squad
- 1989年 機動女戦士ハリケーン・コップ2 猛鬼大廈（台譯：魁星踢斗２之猛鬼大廈） Operation Pink Squad 2
- 1989年 サンダードラゴン 流氓差婆（別名：雌雄雙辣；台譯：流氓警花） Thunder Cops 2
- 1990年 ゴッド・ギャンブラー/賭聖外伝 賭聖 All for the Winner
- 1991年 ゴッド・ギャンブラー/リターンズ　賭霸 The Top Bet
- 1991年 チャウ・シンチー 新精武門 新精武門1991 Fist of Jury 1991
- 1991年 アンディ・ラウの神鳥伝説 九一神鵰俠侶 （台譯：新神鵰俠侶） Saviourof The Soul（別名義：黎大煒）
- 1991年 志在出位 （台譯：少爺嗑錯藥） Today's Hero
- 1992年 漫畫威龍 （台譯：摩登武聖） Fist of Jury 1991 2
- 1992年 黒薔薇VS黒薔薇 92黑玫瑰對黑玫瑰 92 Legendary La Rose Noire（脚本家名義：技安）
- 1993年 大英雄 射雕英雄傳之東成西就 Dong Cheng Xi Jiu
- 1993年 格闘飛龍 方世玉 方世玉（台譯：功夫皇帝方世玉） Fong Sai Yuk（脚本家名義：技安）
- 1993年 黒薔薇VS黒薔薇II 玫瑰玫瑰我愛你 Rose Rose I Love You
- 1993年 電光飛龍 方世玉2 方世玉續集 （台譯：方世玉２萬夫莫敵） Fong Sai Yuk 2（脚本家名義：技安）
- 1993年 アンディ・ラウのスター伝説 天長地久 Days of Tomorrow（脚本家名義：劉宇鳴）
- 1994年 フル・ブラッド 花旗少林 （台譯：英雄會少林） Treasure Hunt（脚本家名義：技安）
- 1995年 チャイニーズ・オデッセイ part1 月光の恋 西遊記第壹佰零壹回之月光寶盒 （台譯：齊天大聖東遊記） A Chinese Odyssey Part One - Pandora's Box（脚本家名義：技安）
- 1995年 チャイニーズ・オデッセイ part2 永遠の恋 西遊記大結局之仙履奇緣 （台譯：齊天大聖西遊記） A Chinese Odyssey Part Two - Cinderella（脚本家名義：技安）
- 1995年 チャウ・シンチーのゴーストバスター 回魂夜 （台譯：整鬼專家） Out of the Dark（脚本家名義：技安）
- 1996年 1/2次同床 （台譯：大話情人） Thanks for Your Love（脚本家名義：技安）
- 1997年 麻雀飛龍 Mahjong Dragon（脚本家名義：技安）
- 1997年 黑玫瑰結義金蘭 The Black Rose（脚本家名義：技安）
- 1997年 暗黒街 若き英雄伝説 馬永貞 Hero（脚本家名義：技安）
- 1998年 超時空要愛 Timeless Romance
- 2002年 クローサー 夕陽天使 So Close（脚本家名義：技安）
- 2002年 無限復活 Second Time Around（脚本家名義：技安）
- 2002年 天下無雙 A Chinese Odyssey 2002（脚本家名義：技安）
- 2005年 西遊記リローデッド　情癲大聖 A Chinese Tall Story（脚本家名義：技安）
- 2009年 カンフーサイボーグ　機器俠 Kung Fu cyborg: Metallic Attraction（脚本家名義：技安）
- 2010年 越光寶盒 Just Another Pandora's Box（脚本家名義：技安）
- 2010年 出水芙蓉 The Fantastic Water Babes（脚本家名義：技安）
- 2011年 東成西就2011 East Meet West 2011（脚本家名義：技安）
- 2014年 完美假妻168 Lock ME Up Tie Him Down（脚本家名義：技安）
- 2016年 大話西遊3 A Chinese Odyssey: Part Three（脚本家名義：技安）

### 出演
- 1984年 馬後砲 Comedy
- 1987年 バンパイア・コップ 猛鬼差館 （台譯：魁星踢斗） The Haunted Cop Shop
- 1988年 バンパイア・コップ2 猛鬼學堂（台譯：抓鬼特訓班） The Haunted Cop Shop 2
- 1989年 サンダードラゴン 流氓差婆 （別名：雌雄雙辣；台譯：流氓警花） Thunder Cops
- 1990年 ゴッド・ギャンブラー/賭聖外伝 賭聖 All for the Winner
- 1991年 ゴッド・ギャンブラー/リターンズ　賭霸 The Top Bet
- 1991年 チャウ・シンチー 新精武門 新精武門1991 Fist of Jury 1991
- 1992年 機BOY小子之真假威龍（台譯：龍神太子） Game Kids
- 1994年 フル・ブラッド《花旗少林》（台譯：英雄會少林） Treasure Hunt
- 1995年 チャイニーズ・オデッセイ part1 月光の恋 - 菩提老祖役　《西遊記第壹佰零壹回之月光寶盒》（台譯：齊天大聖東遊記） A Chinese Odyssey Part One - Pandora's Box
- 1995年 チャイニーズ・オデッセイ part2 永遠の恋　《西遊記大結局之仙履奇緣》（台譯：齊天大聖西遊記）-菩提老祖 A Chinese Odyssey Part Two - Cinderella
- 2002年 天下無雙 A Chinese Odyssey 2002
- 2010年 越光寶盒 Just Another Pandora's Box
- 2016年 大話西遊3

### 企画
- 1981年 邊緣人 Man on the Brink
- 1989年 猛鬼撞鬼 Funny Ghost
- 1994年 恋する惑星 重慶森林 ChungKing Express

## 人物・エピソード
主に「香港電影迷宮+blog」より
- 生まれは長洲島。子どものころ島にあった映画館（映画館は1館しかなくなっていた）へ、母につれられていって毎晩広東語の映画を見た。
- 自分で映画を撮ろうと思うきっかけになった作品は『ゴッドファーザー』である。
- 『黒薔薇VS黒薔薇』を撮る前、レオン・カーファイは人気がなかったが、彼は演技が出来ると思っていたので起用したところ大ヒットした。
- 『楽園の瑕』と『大英雄』は、『射鵰英雄伝』の前の話ということで脚本を書き、出資者を捜し、ウォン・カーウァイがまず先に撮り、後に彼とジェフ・ラウとで1本ずつ撮ることになっていた。ところがウォン・カーウァイがレスリー・チャンの場面を撮り始めて1週間経ち、2週間経ち、3週間経ち、4週間経っても終わらない。納期が迫ってきた。ウォン・カーウァイはジェフ・ラウに「お前の方を先にしてくれ」と言われたため、撮った。
- 『ゴッド・ギャンブラー／賭聖外伝』が大ヒットして、興行成績はとにかくトップになった。しかしこの後、精神状態はよくなかった。「もうこれ以上のヒットを出せない、よくて前と同じ、次ぎは興行成績が落ちる」と思ったら、まったく自信がなくなってしまった。さらに『神鳥聖剣』『黒薔薇VS黒薔薇』と撮って、『チャイニーズ・オデッセイ』の成績がよくなかったため、落ち込んだ。もう仕事をやめようと思い、家族と外国へ行き、主夫をしていた。
- 『チャイニーズ・オデッセイ』のとき、あとはチャウ・シンチーに任せた、もう僕を呼ばなくてもいいと言ったら、その後、本当にお声がかからなかった。時間がなく、編集も間に合わず、不完全だった。あとで、1と2を合わせたディレクターズカット2時間バージョンというのを作った。これは話の流れがスムーズでよく出来ている。数人に見せたところ、みな良いと言ってくれたが、日の目を見ることはなかった。
- 『カンフーハッスル』は、チャウ・シンチーが何回も電話をしてきて、プロデューサーをしてくれと言ったが断っていた。最後にはコロンビアの人が電話をしてきて、ジェフ・ラウがプロデューサーをしてくれないとチャウ・シンチーは撮れないと言われ、それならということで香港へ戻ってきた。チャウ・シンチーがカメラの前にいる場面は、チャウ・シンチーの代わりにすべてジェフ・ラウが撮っている。